# Rho Ophiuchi
Rho Ophiuchi (ρ Ophiuchi / ρ Oph) è una stella visibile nella costellazione dell'Ofiuco. Distante 395 anni luce dal sistema solare, è associata a una delle regioni di formazione stellare più vicine a noi, la Nube di Rho Ophiuchi.

## Osservazione
Rho Ophiuchi appare nel cielo notturno come un astro di magnitudine +4,63, dunque visibile ad occhio nudo a patto di avere un cielo perfettamente buio e terso. È osservabile nella regione sud-occidentale della costellazione, quasi al confine con lo Scorpione, a tre gradi a nord della brillante Antares e poco a NE di σ Scorpii.
Essendo posta 23° a sud dell'equatore celeste, ρ Ophiuchi è una stella dell'emisfero australe. Nonostante ciò, le sue possibilità di osservazione nell'emisfero boreale sono abbastanza ampie: essa è infatti osservabile fino al 67º parallelo N, cioè fino al circolo polare artico; restano escluse solo buona parte della Groenlandia, le regioni più settentrionali del Canada e della Russia, oltre che l'Islanda e parte della Svezia e della Norvegia. Tuttavia, nelle regioni del nord Europa, del Canada meridionale e della Russia centrale, essa apparirà molto bassa all'orizzonte sud e visibile solo per poche ore. Le possibilità di osservazione migliorano man mano che ci si sposta verso le regioni temperate e tropicali dell'emisfero boreale. D'altra parte questa stessa declinazione comporta che la stella sia circumpolare solo più a sud del 67º parallelo S, cioè solo nelle regioni del continente antartico.
Il periodo migliore per l'osservazione coincide con i mesi dell'estate boreale, dal momento che il Sole si trova nella parte opposta dell'eclittica; in particolare nelle settimane intorno alla fine di maggio e all'inizio di giugno ρ Ophiuchi è visibile nell'arco dell'intera notte. Al contrario, nelle settimane tra la fine di novembre e l'inizio di dicembre la stella non è affatto visibile a causa della luce solare molto vicina; questo periodo di invisibilità dura maggiormente nell'emisfero boreale che nell'australe, a motivo della declinazione meridionale della stella.

## Il sistema
Sebbene ad occhio nudo appaia come una stella singola, ρ Ophiuchi è in realtà un sistema binario, le cui componenti, separate da una distanza apparente di 3 secondi d'arco, sono bene apprezzabili se osservate tramite un piccolo telescopio. Le due componenti distano l'una dall'altra circa 400 UA ed orbitano attorno al comune centro di massa in poco più di 2000 anni.
Sebbene condividano il medesimo tipo spettrale (B2) e la stessa temperatura fotosferica (22.400 K), le due stelle possiedono valori di massa e luminosità differenti.
La componente principale, catalogata come subgigante azzurra, è 4900 volte più luminosa del Sole e 9 volte più massiccia.
La compagna, una stella azzurra nella sequenza principale, è 2100 volte più brillante del Sole e 8 volte più massiccia.
Come diverse altre stelle di questo tipo, entrambe le componenti del sistema di ρ Ophiuchi sono caratterizzate da elevate velocità di rotazione, pari a circa 300 km/s all'equatore.

Panoramica della Nube di.

## Ambiente galattico
Rho Ophiuchi è posta all'interno di un complesso di nubi molecolari noto come Nube di Rho Ophiuchi, una delle regioni di formazione stellare più vicine in assoluto al sistema solare; appartiene allo stesso ambiente galattico dell'Associazione Scorpius-Centaurus, dalle cui perturbazioni ha avuto origine la compressione iniziale che ha avviato la formazione stellare al suo interno. Morfologicamente appare divisa in due nubi principali, indicate con le sigle LDN 1688, costituente il nucleo maggiore, e LDN 1689, di massa inferiore; ad entrambe le nubi sono connessi diversi filamenti nebulosi oscuri.
ρ Ophiuchi è posta in corrispondenza della nube LDN 1688, che illumina parzialmente rendendola visibile anche otticamente come nebulosa a riflessione e ad emissione; la radiazione ultravioletta della stella e il suo colore bluastro imprimono ai gas della nube un colore marcatamente azzurrognolo.